# 5523 Luminet
5523 Luminet este o planetă minoră (asteroid), cu un diametru de 8,093 km, din centura de asteroizi. A fost descoperită pe 5 august 1991 la Observatorul Palomar de Henry E. Holt și a fost numită după Jean-Pierre Luminet. 
Obiectul prezintă o orbită caracterizată de o semiaxă mare de 2,8330818 UAi, o excentricitate de 0,01, o înclinație de 3,35957 ° în raport cu ecliptica.